# Holden HJ
Eind 1974 faceliftte het Australische automerk Holden haar HQ-serie tot de Holden HJ, de vijftiende serie.

## Geschiedenis
De HJ-serie kreeg een paar aanpassingen aan het koetswerk en enkele technische verbeteringen. Daarbij vielen het nieuwe radiatorrooster, de nieuwe achterlichtblokken en de bredere bumpers op. Ook werd het aantal luxemodellen verder uitgebreid. Boven de Holden Statesman DeVille, die zelf boven de Holden Premier stond, kwam de Statesman Caprice te staan. Het Sandman-model, dat met de HQ geïntroduceerd was, werd ook verdergezet. Daar waar er in de HQ-serie nog maar weinig van gebouwd werden was het nu een volumemodel. Interessant was ook dat Holden carrosserieën van de HJ Premier verkocht aan het Japanse Mazda. Mazda stopte er een wankelmotor in en maakte er haar topmodel, de Mazda Roadpacer, van.

## Modellen
Voor de modelcodes staat de eerste code voor het model en de tweede voor het optiepakket.
- Okt 1974: (HJ 8WM69) Holden Belmont Sedan
- Okt 1974: (HJ 8WM69) Holden Kingswood Sedan
- Okt 1974: (HJ 8WP69) Holden Premier Sedan
- Okt 1974: (HJ 8WM35) Holden Belmont Wagon
- Okt 1974: (HJ 8WN35) Holden Kingswood Wagon
- Okt 1974: (HJ 8WP35) Holden Premier Wagon
- Okt 1974: (HJ 8WP37) Holden Monaro Coupe
- Okt 1974: (HJ 8WP37) Holden Monaro LS Coupe
- Okt 1974: (HJ 8WQ37) Holden Monaro GTS Coupe
- Okt 1974: (HJ 8WQ69) Holden Monaro GTS Sedan
- Okt 1974: (HJ 8WM80) Holden Utility
- Okt 1974: (HJ 8WN80) Holden Kingswood Utility
- Okt 1974: (HJ 8WM80 XX7/XU3) Holden Sandman Utility
- Okt 1974: (HJ 8WN80 XX7/XU3) Holden Kingswood Sandman Utility
- Okt 1974: (HJ 8WM70 -/B06) Holden Panel Van (-/ambulance)
- Okt 1974: (HJ 8WM70 XX7/XU3) Holden Sandman Van
- Okt 1974: (HJ 8WM60 -/B06) Cab Chassis (-/ambulance)
- Okt 1974: (HJ 8WS69) Holden Statesman DeVille
- Okt 1974: (HJ 8WT69) Holden Statesman Caprice
- Okt 1975: (HJ 8WN69 A8J) Holden Kingswood Deluxe Sedan
- Okt 1975: (HJ 8WN35 A8J) Holden Kingswood Deluxe Wagon
- Nov 1975: (HJ 8WN69 XW4) Holden Kingswood Vacationer II Sedan
- Nov 1975: (HJ 8WN35 XW4) Holden Kingswood Vacationer II Wagon